# ATP Itaparica 1988
L'ATP Itaparica 1988 è stato un torneo di tennis giocato sul cemento. È stata la 3ª edizione dell'ATP Itaparica, che fa parte del Nabisco Grand Prix 1988. Il torneo si è giocato a Itaparica in Brasile, dal 21 al 27 novembre 1988.

## Campioni

### Singolare maschile
Jaime Yzaga ha battuto in finale  Javier Frana con il punteggio di 7–6, 6–2

### Doppio maschile
Sergio Casal /  Emilio Sánchez hanno battuto in finale  Jorge Lozano /  Todd Witsken con il punteggio di 7–6, 7–6